# LGBT práva v Bhútánu

Duhová mapa Bhútánu

Práva LGBT osob v Bhútánu tamní zákony neuznávají. Ignorace homosexuality má společnou příčinu ve stereotypech populární kultury. Bhútánská kultura nesdílí typický západní přístup k heterosexualitě a homosexualitě. Někteří na ní odkazují jako na tradičně bisexuální společnost, ačkoliv se o tom vedou spory. Ženy jsou ve své sexuální orientaci obecně více otevřené. Ti, kteří se snaží dosáhnout akceptaci, musí podstupovat kulturní a tradiční boj.
Homosexualita byla do roku 2021 v Bhútánu ilegální podle trestního zákoníku (články 213 a 214) a byla trestána odnětím svobody v délce trvání jednoho měsíce až jednoho roku. Nejsou však známy žádné případy odsouzených podle těchto ustanovení.
Buddhismus, tradiční bhútánské náboženství homosexualitu neodsuzuje. Dzongsar Khyentse Rinpoche, nejprominentnější bhútánský učenec říká, že sexuální orientace nemá nic dočinění s tím, kdo dosáhne osvícení.
Bhutan Observer, zdejší týdeník, obsahuje nespočet článků s LGBT tematikou, kterým se dostává velkého zájmu ze strany čtenářů, a které jsou podle údajů na jeho webových stránkách podrobeny žhavým diskusím. Vládou podporované noviny Kuensel odkazují na homosexuály jako na "třetí pohlaví" v článku o diskutovaných HIV programech směřujících zejména na homosexuální muže.
Ministerstvo zahraničí Spojených států amerických obecně varuje LGBT turisty před cestami do Bhútánu: "Ačkoliv zde neplatí žádné zákony, který by přímo zakazovali konsensuální stejnopohlavní sexuální aktivitu, existuje řada zákonů proti sodomii a jiným sexuálním stykům, které jsou ve své vnitřní povaze proti přírodě. Podle trestního zákoníku může být usvědčený pachatel potrestán až jedním rokem vězení. Vládní zdroje uvádějí, že vymáhání tohoto zákona je raritou, a že mu musí předcházet státním zastupitelstvím prokázaný úmysl spáchat trestný čin. Dosud nejsou známy případy odsouzených podle těchto zákonů.

## Veřejné mínění
Jeden z prvních výzkumů ohledně homosexuality v Bhútánu spustil na Královské univerzitě v Thimbú výměnný student se 150 dobrovolníky, kteří v r. 2013 hledali odpovědi na následující otázky. 60 % respondentů věřilo, že homosexualita je amorální. 40 % bylo přesvědčeno, že by homosexualita měla být akceptována, a že homosexuálové by měli být chráněni před diskriminací a násilím. Nicméně vzhledem k tomu, že všech 150 dotazovaných se pohybovala pouze v omezeném oblasti, nelze tento výzkum vnímat jako vypovídající o celonárodním mínění.

## Stejnopohlavní soužití
Bhútán v současné době právně neuznává stejnopohlavní svazky.

## Souhrnný přehled
| Legální stejnopohlavní styk                                                            | (Od 17.2.2021) |
| Stejný věk legální způsobilosti k pohlavnímu styku pro obě orientace                   | (Od 17.2.2021) |
| Antidiskriminační zákony zákony v zaměstnání                                           | No |
| Antidiskriminační zákony v přístupu ke zboží a službám                                 | No |
| Antidiskriminační zákony v ostatních oblastech (homofobní urážky, zločiny z nenávisti) | No |
| Stejnopohlavní manželství                                                              | (navržen zákon o povolení) |
| Jiná forma stejnopohlavního soužití                                                    | (navržen zákon o povolení) |
| Adopce dítěte partnera                                                                 | No |
| Společná adopce dětí stejnopohlavními páry                                             | No |
| Gayové a lesby smějí otevřeně sloužit v armádě                                         | |
| Možnost změny pohlaví                                                                  | No |
| Přístup k umělému oplodnění pro lesbické ženy                                          | |
| Náhradní mateřství pro gay páry                                                        | No |
| MSM smějí darovat krev                                                                 | Podle zpráv z Bhútánské lékařské a zdravotní rady (Bhutan Medical and Health Council) může kdokoli, kdo dosáhl věku 18 let, váží nejméně 40 kg (100 lbs) a je v dobrém zdravotním stavu darovat krev. Až donedávna bylo v Bhútánu zaznamenáno několik případů restriktivního přístupu k dárcům krve. |